# جذع مبهمي خلفي
الجذع المبهمي الخلفي هو أحد فروع العصب المبهم يساهم في تكوين الضفيرة المريئية، ويتكون يتكون بشكل أساسي من ألياف عصبية قادمة من العصب المبهم الأيمن، بجانب عددا من الألياف العصبية للعصب المبهم الأيسر.

## الفروع
- فرع بطني
- فروع معدية خلفية

## روابط خارجية
- درسٌ تشريحي حول thoraxlesson5 مُعدٌ بواسطة ويسلي نورمان (جامعة جورجتاون). ( postmediastinumlevel2 )
- https://web.archive.org/web/20071202231521/http://anatomy.med.umich.edu/modules/peritoneal_dev_module/peritoneal_03.html